# Wahlkreis Gyulafehérvár I
Der Wahlkreis Gyulafehérvár I war ein Wahlkreis im Komitat Alsó-Fehér für die Wahlen des Abgeordnetenhauses im Ungarischen Reichstag (bis 1867 Landtag genannt).

## Beschreibung
Der Wahlkreis war einer von sechs Wahlkreisen des Komitats Alsó-Fehér, das im Südosten Ungarns lag. Als einer der beiden Wahlkreise von Gyulafehérvár wurde er zur Reichstagswahl 1878 mit dem Wahlkreis Gyulafehérvár II zum Wahlbezirk Gyulafehérvár zusammengeschmolzen. 

## Abgeordnete
Folgende Abgeordnete wurden bei den Wahlen im Wahlkreis Gyulafehérvár I gewählt:
| Name         | Partei                            | Wahl | Amtszeit                            |
| ------------ | --------------------------------- | ---- | ----------------------------------- |
| Dénes Kemény | –                                 | 1848 | 5. Juli 1848 – 10. Februar 1849 (†) |
| Gábor Kemény | Deák Párt (Deák-Partei)           | 1865 | 22. Februar 1866 – 9. Dezember 1868 |
| Gábor Kemény | Deák Párt (Deák-Partei)           | 1869 | 22. April 1869 – 15. April 1872     |
| Gábor Kemény | Deák Párt (Deák-Partei)           | 1872 | 3. September 1872 – 24. Mai 1875    |
| Gábor Kemény | Szabadelvű Párt (Liberale Partei) | 1875 | 30. August 1875 – 29. Juni 1878     |